# Tragic Songs of Life
Tragic Songs of Life ist ein Album des Duos Louvin Brothers, das 1956 beim Label Capitol erschienen ist. Produzent war Ken Nelson.

## Album
Tragic Songs of Life war das erste komplette Album der Louvin Brothers und wird bis heute zu den wichtigsten Aufnahmen der Country-Musik gezählt. Auf dem Cover sieht man Charlie und Ira Louvin vor einer verzweifelten Blondine, die ihnen einen zusammengeknüllten Brief überreicht.

## Single
Drei Jahre nach dem Album erschien die Ballade Knoxville Girl als Single. Sie erreichte Platz 19 der Billboard „Hot C&W Sides“.

## Rezeption
Don Yates beschreibt Tragic Songs of Life in seiner No-Depression-Kritik als das wohl beste Album der Louvin Brothers, dessen Herzstück ihre eindringliche Version des Folk-Songs In the Pines sei.
Auch Mark Deming von Allmusic stuft das Album als eines der besten der Louvin Brothers ein. Es sei ein Meilenstein der traditionellen Country-Musik, der auch nach über 50 Jahren noch beeindrucke.
Robert Dimery listet Tragic Songs of Life in seinem musikalischen Referenzbuch 1001 Albums You Must Hear Before You Die.

## Tracks
1. Kentucky – 2:40
2. I'll Be All Smiles Tonight – 3:14
3. Let Her Go God Bless Her – 2:55
4. What Is Home without Love – 3:00
5. A Tiny Broken Heart – 2:34
6. In the Pines – 3:15
7. Alabama – 2:43
8. Katie Dear – 2:34
9. My Brother's Will – 3:16
10. Knoxville Girl – 3:49
11. Take the News to Mother – 2:49
12. Mary of the Wild Moor – 3:11